# Parafia Św. Mikołaja w Komornikach
Parafia św. Mikołaja w Komornikach – parafia rzymskokatolicka z siedzibą w Komornikach, znajdująca się w archidiecezji częstochowskiej, w dekanacie Mokrsko.